# جارهد ۲: رشته آتش
جارهد ۲: رشته آتش (انگلیسی: Jarhead 2: Field of Fire) فیلمی در ژانر جنگی به کارگردانی دان مایکل پال است که در سال ۲۰۱۴ منتشر شد. از بازیگران آن می‌توان به کول هاسر اشاره کرد.